# Dikerogammarus aralychensis
Dikerogammarus aralychensis is een vlokreeftensoort uit de familie van de Gammaridae. De wetenschappelijke naam van de soort is voor het eerst geldig gepubliceerd in 1932 door Birstein.